# 熊光楷

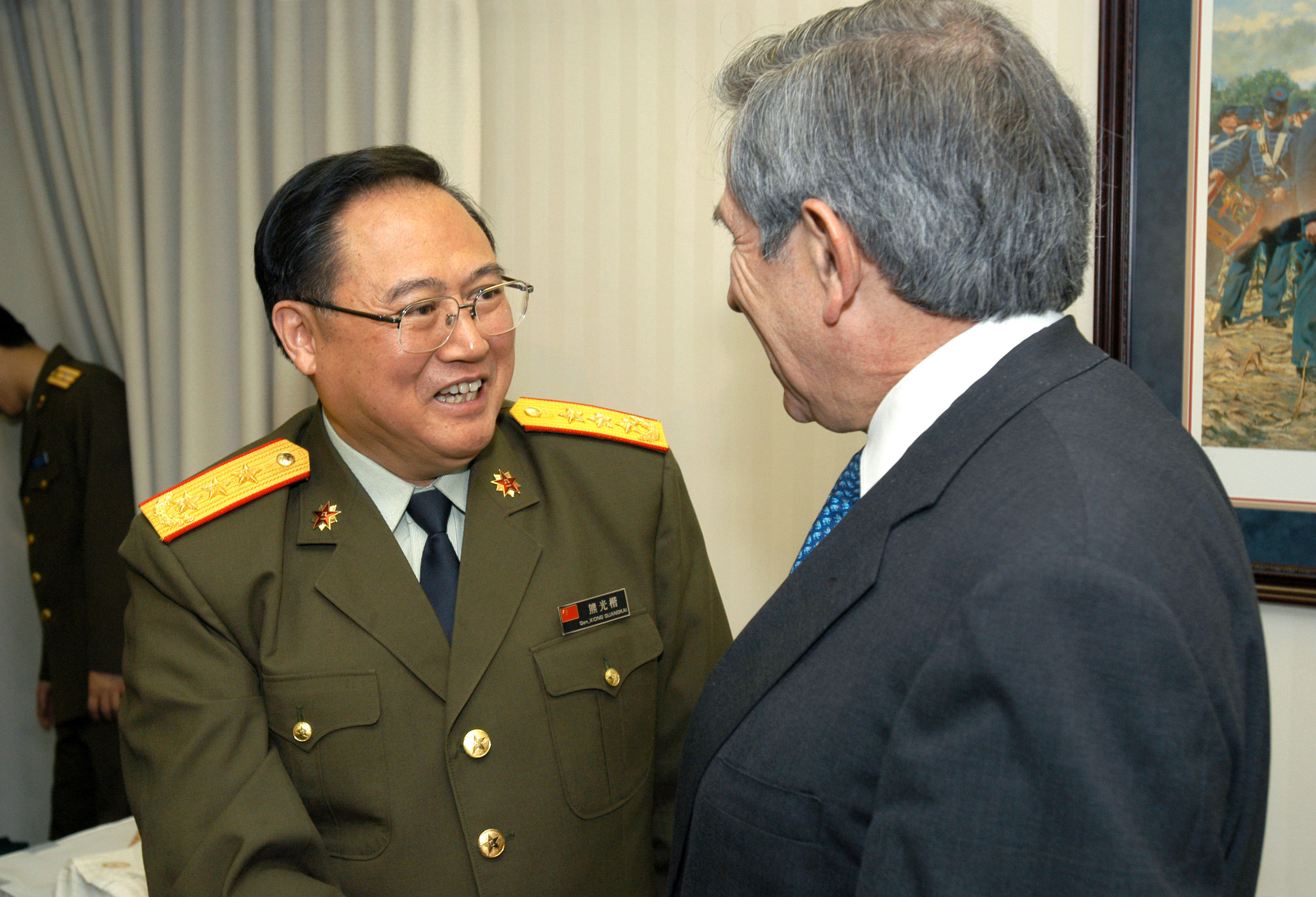

熊光楷（1939年3月15日—），生于上海，祖籍江西南昌。1996年至2006年任中国人民解放军副总参谋长。
1956年加入解放军，59年入党。1959年7月，毕业于解放军外国语文专科学校，后在总参谋部情报部资料室工作。
1960年9月，在中国驻德意志民主共和国大使馆武官处任英文翻译，后在驻德大使馆武官处任副武官。
1981年，入军事学院学习。1982年底，任总参谋部情报部副处长。1984年12月，任总参二部（情报部）副部长。
1988年8月，任总参谋情报部部长。1988年9月，被授予少将军衔。1992年11月，任人民解放军总参谋长助理。1996年1月，起任副总参谋长。2000年6月，晋升为上将军衔。2006年退役。
曾為中共第十四、十五、十六届中央候补委员。